# Molino Mornau
El Molino Mornau (molí d'en Mornau o molí de Ca l'Estruch)  es un molino de agua que está situado junto al río Ripoll cerca del puente de la carretera de Sabadell a Castellar, en el sector noreste y en las afueras de la ciudad de Sabadell.
En el 2009 fue declarado Bien Cultural de Interés Nacional por la Generalidad de Cataluña.

## Historia
Está documentado desde el 1554 como molino papelero y trapero mediante un contrato de arrendamiento del mercader de Barcelona Alonso Cabeza de Ribera al trapero Joan Mitena. Se fabricaba papel para exportar a Génova y también había fragua de clavos y de cobres.
El molino cambió varias veces de propiedad hasta que en 1776 fue adquirido por Anna M. Ferrer, que construyó el nuevo edificio del molino destinado a fábrica de papel de fumar. Continuaron los cambios de propiedad hasta que en el año 1883 pasó a manos de Delfí d’Arnós i Mornau, hijo de Mariana Mornau. Coexistieron la fábrica de papel con la producción de trapos de lana y de algodón con dos saltos de agua diferenciados. El molino Mornau era considerado el molino papelero más grande de Cataluña.
El año 1836 el molino Mornau estaba dividido entre 8 arrendatarios. Este hecho distintivo viene motivado por la necesidad de energía en el proceso de industrialización de la producción textil, para aprovechar la energía hidráulica y revender la energía que les sobraba. La actividad papelera se mantuvo hasta 1905. Pasó a ser propiedad de la empresa textil Estruch, S.A., que hizo varias obras de ampliación. Hace unos años la fábrica quedó en desuso y actualmente se encuentra abandonada y cada vez más vandalizada.

## Descripción

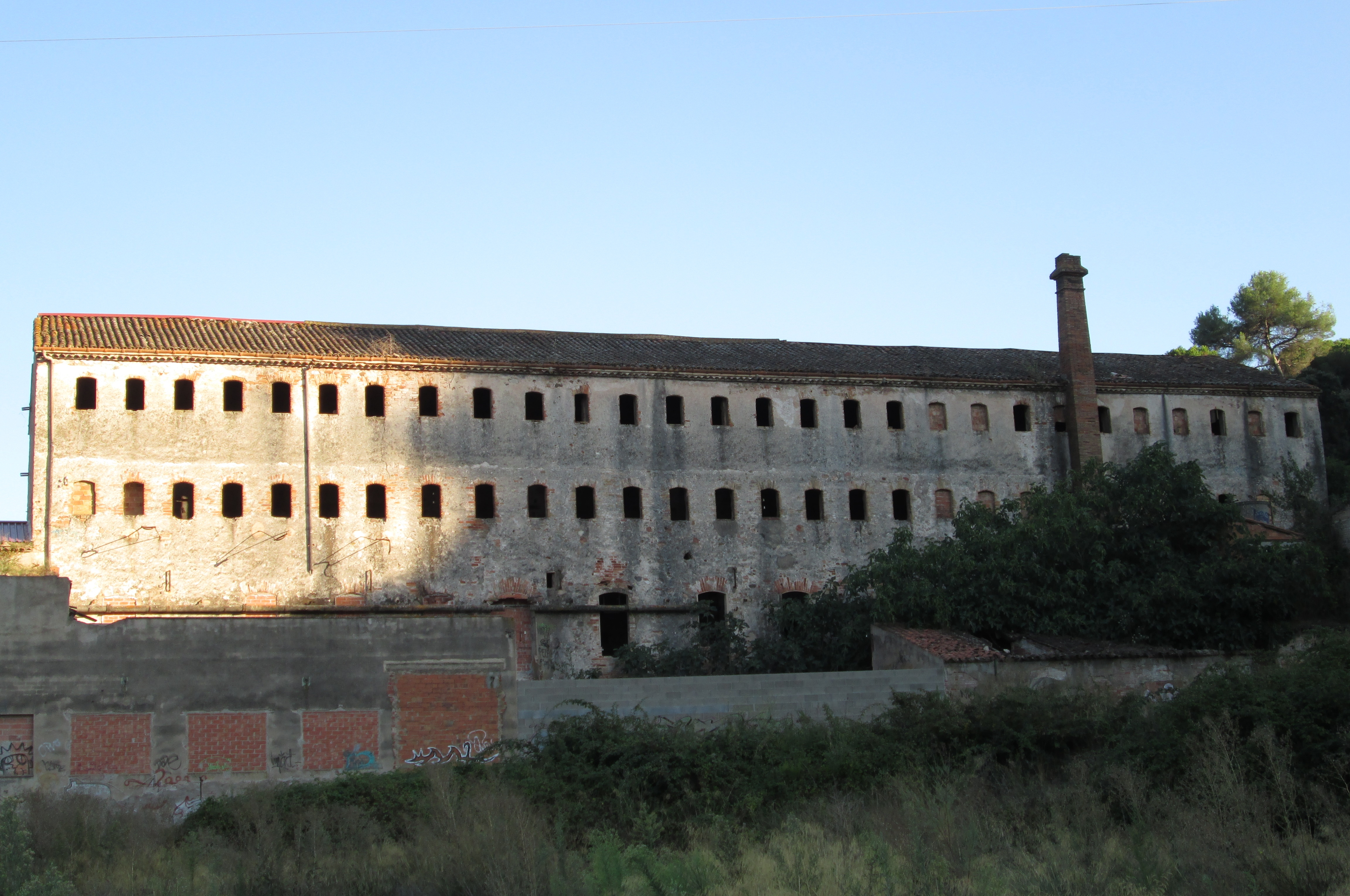
Molino Mornau, vista lateral.

El molino Mornau tiene forma rectangular con dos cuerpos anexos en los extremos y consta de 4 plantas y sótano, está cubierto a dos aguas y dispone de muros de mampostería de piedra y mortero de cal y cantoneras de piedra tosca. Las tres plantas superiores eran los secaderos del papel, mientras que el sótano y la primera planta alojaron la maquinaria productiva.
A pesar de aprovechar las estructuras anteriores que quedan en la planta sótano, el edificio tiene las características de las construcciones de finales del siglo XVIII. Fue modificado a finales del siglo XIX y principios del siglo XX. El edificio conserva una parte importante de las instalaciones de producción de papel que, con el riego y las construcciones hidráulicas, hacen del molino Mornau una de las piezas más singulares del inicio de la industrialización de Cataluña.

## Valor Histórico

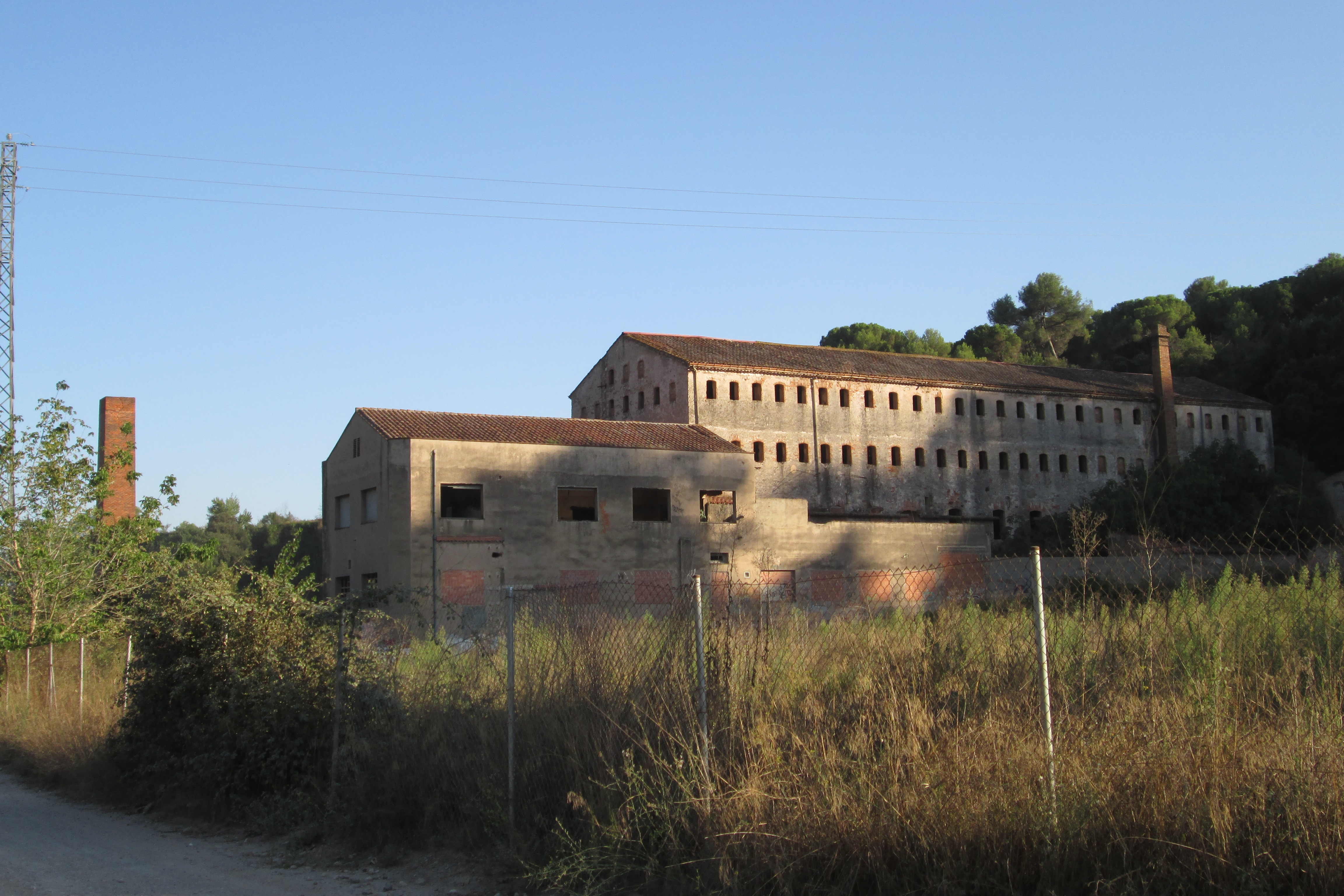
Molino Mornau, vista general.

El valor más relevante de este elemento, más que su arquitectura, forma o decoración, es ser un testimonio único de la etapa inicial de la industrialización a gran escala de Cataluña junto con la antigua fábrica de Can Miralda-Els Panyos de Manresa, la Igualadina Cotonera (1842) y el Vapor Vell de Sants (1848), estas últimas ya declaradas Bienes Culturales de Interés Nacional, en la categoría de monumento histórico.
Hay que subrayar que el edificio de la antigua fábrica del molino Mornau es un testimonio único del paso de una instalación protoindustrial medieval a la etapa inicial de la industrialización a gran escala de Cataluña hasta llegar a finales del siglo XX.
Se considera monumento el edificio llamado molino Mornau incluyendo el subsuelo configurado por el sótano y los elementos que forman parte del antiguo sistema energético.
La situación de este monumento es un hito que configura una imagen paisajística de interés dentro del marco urbano y rural que le da soporte. Al mismo tiempo, la relación entre este monumento y el espacio físico donde está situado ha establecido un diálogo ambiental que a lo largo del tiempo ha dado una gran entidad arquitectónica, económica, comercial, emblemática y cultural a la población de Sabadell.